# Herissantia tiubae
Herissantia tiubae är en malvaväxtart som först beskrevs av Karl Moritz Schumann, och fick sitt nu gällande namn av Briz.. Herissantia tiubae ingår i släktet Herissantia och familjen malvaväxter. Inga underarter finns listade i Catalogue of Life.